# العلاقات الأرمينية الميكرونيسية
العلاقات الأرمينية الميكرونيسية هي العلاقات الثنائية التي تجمع بين أرمينيا وولايات ميكرونيسيا المتحدة.

## مقارنة بين البلدين
هذه مقارنة عامة ومرجعية للدولتين:
| وجه المقارنة                                              | أرمينيا                    | ولايات ميكرونيسيا المتحدة |
| --------------------------------------------------------- | -------------------------- | ------------------------- |
| المساحة (كم2)                                             | 29.74 ألف                  | 702                       |
| عدد السكان (نسمة)                                         | 2.93 مليون                 | 105.54 ألف                |
| الكثافة السكانية (ن./كم²)                                 | 98.52                      | 15.03 ألف                 |
| العاصمة                                                   | يريفان                     | باليكير                   |
| اللغة الرسمية                                             | لغة أرمنية                 | لغة إنجليزية              |
| العملة                                                    | درام أرميني                | دولار أمريكي              |
| الناتج المحلي الإجمالي (بليون دولار)                      | 11.54 مليار                | 336.43 مليون              |
| الناتج المحلي الإجمالي (تعادل القوة الشرائية) بليون دولار | 25.41 مليار                | 365.27 مليون              |
| الناتج المحلي الإجمالي الاسمي للفرد دولار أمريكي          | 3.49 ألف                   | 3.02 ألف                  |
| الناتج المحلي الإجمالي للفرد دولار أمريكي                 | 8.07 ألف                   |                           |
| مؤشر التنمية البشرية                                      | 0.743                      | 0.640                     |
| رمز المكالمات الدولي                                      | +374                       | +691                      |
| رمز الإنترنت                                              | .am، .հայ ‏                 | .fm                       |
| المنطقة الزمنية                                           | ت ع م+04:00، توقيت أرمينيا |                           |

## منظمات دولية مشتركة
يشترك البلدان في عضوية مجموعة من المنظمات الدولية، منها:
| علم المنظمة | اسم المنظمة                               | تاريخ انضمام أرمينيا | تاريخ انضمام ولايات ميكرونيسيا المتحدة |
| ----------- | ----------------------------------------- | -------------------- | -------------------------------------- |
|             | بنك التنمية الآسيوي                       | 2005                 | 1990                                   |
|             | مؤسسة التنمية الدولية                     | 25 أغسطس 1993        | 24 يونيو 1993                          |
|             | يونسكو                                    | 9 يونيو 1992         | 19 أكتوبر 1999                         |
|             | وكالة ضمان الاستثمار متعدد الأطراف        | 5 ديسمبر 1995        | 11 أغسطس 1993                          |
|             | الأمم المتحدة                             | 2 مارس 1992          | 17 سبتمبر 1991                         |
|             | البنك الدولي للإنشاء والتعمير             | 16 سبتمبر 1992       | 24 يونيو 1993                          |
|             | الاتحاد الدولي للاتصالات                  | 30 يونيو 1992        | 18 مارس 1993                           |
|             | منظمة حظر الأسلحة الكيميائية              | ?                    | ?                                      |
|             | مؤسسة التمويل الدولية                     | 18 أبريل 1995        | 24 يونيو 1993                          |
|             | المركز الدولي لتسوية المنازعات الاستشارية | 16 أكتوبر 1992       | 24 يوليو 1993                          |

## وصلات خارجية
- موقع وزارة الخارجية الأرمينية